# Cone-Nunatak
Der Cone-Nunatak (von englisch cone ‚Kegel‘, in Argentinien Cerro Dos Patrullas ‚Zwei-Patrouillen-Hügel‘) ist ein 350 m hoher Nunatak auf der Tabarin-Halbinsel im äußersten Norden des westantarktischen Grahamlands. Mit seinen braunen Felsenkliffs an der Südseite ragt er 5 km südsüdöstlich des Buttress Hill auf.
Der Falkland Islands Dependencies Survey nahm nach Vermessungen im Jahr 1946 eine deskriptive Benennung vor. Namensgebend ist die aus Norden betrachtet scheinbar kegelförmige Form des Nunatak. Argentinische Wissenschaftler benannten sie, nachdem sie 1978 zwei Erkundungsfahrten mit dem Hundeschlitten hierher unternommen hatten.